# Bactrospora patellarioides
Bactrospora patellarioides är en lavart som först beskrevs av William Nylander och som fick sitt nu gällande namn av Sigfrid Almquist. 
Bactrospora patellarioides ingår i släktet Bactrospora och familjen Roccellaceae. Inga underarter finns listade i Catalogue of Life.